# جون يونغر
جون يونغر (بالإنجليزية: John Younger) هو رجل عصابة أمريكي، ولد في 1852 في ليز ساميت في الولايات المتحدة، وتوفي في 17 مارس 1874 في مقاطعة سانت كلير في الولايات المتحدة.

## وصلات خارجية
- جون يونغر على موقع الموسوعة البريطانية (الإنجليزية)